# John Patitucci

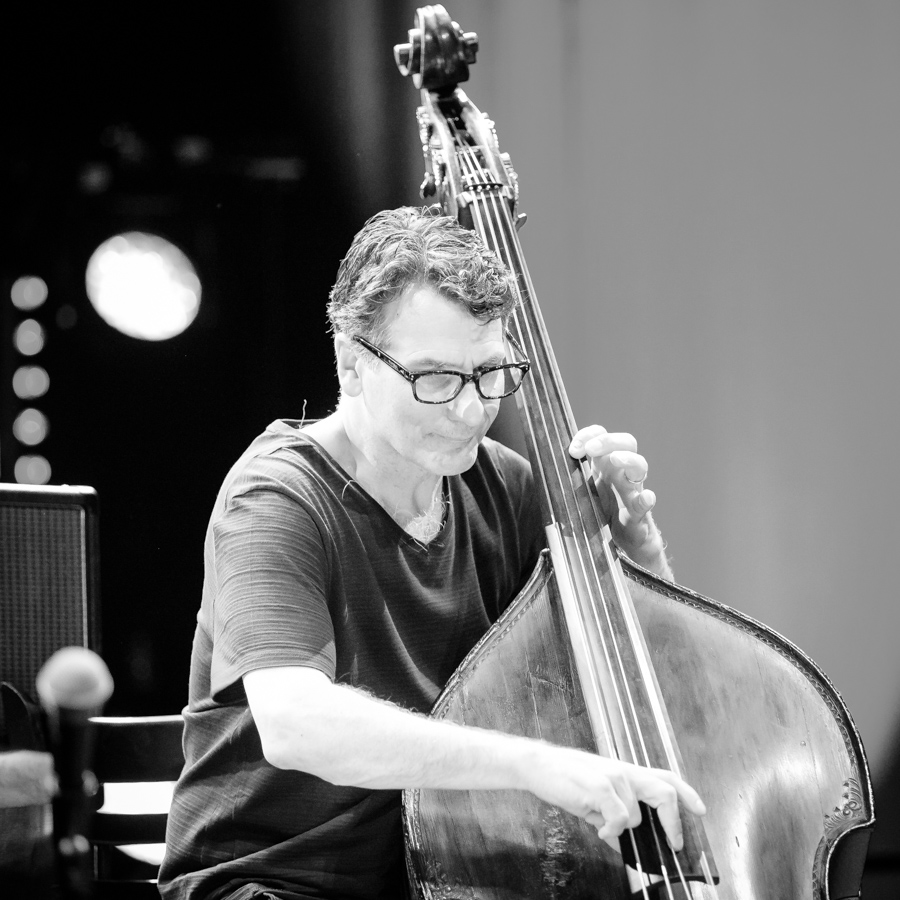
John Patitucci, 2018.

John Patitucci (Brooklyn, Nueva York, el 22 de diciembre de 1959) es un bajista y contrabajista estadounidense de jazz especializado en lo que ha venido en llamarse fusion music.

## Biografía
De origen italiano, Patitucci comenzó a tocar el bajo eléctrico con apenas 10 años, el contrabajo a los 15, y el piano un año más tarde. Ya muy joven, el bajista mostraba una enorme curiosidad por todo tipo de música y una inagotable tenacidad, que lo llevarían a completar rápidamente sus estudios de contrabajo clásico en distintas universidades de California.

## Trayectoria profesional
Patitucci comenzó su carrera profesional a principios de los '80, participando en innumerables sesiones de grabación al lado de figuras de la talla de B. B. King, Michael Brecker, Dave Grusin, Herbie Hancock, Dizzy Gillespie, Stan Getz, Bonnie Raitt, Sting, Wayne Shorter, o George Benson, y grabando bajo la dirección de importantes compositores como Jerry Goldsmith y John Williams o Henry Mancini.
Ya en aquella época Patitucci mostraba un interés especial por la música del Brasil, como lo demuestran sus colaboraciones con Astrud Gilberto, João Gilberto, Airto Moreira, Flora Purim, Ivan Lins, Milton Nascimento o Joao Bosco; Este interés ha sido desde entonces una constante en su carrera. 
A mediados de la década de los '80, al tiempo que era votado por sus colegas de la "National Academy of Recording Arts and Sciences" como "Mejor contrabajista de estudio" del año, ingresó en los dos proyectos paralelos del teclista y pianista Chick Corea, la Elektric Band y la Akoustic Band, donde tocaba bajo eléctrico y contrabajo, respectivamente. La exposición que lograría con ambas formaciones, con las que grabaría numerosos discos de estudio y actuaría por todo el mundo, lo establecieron rápidamente como uno de los bajistas de referencia en el panorama jazzístico internacional y le otorgaron dos premios Grammy y ocho nominaciones. 
En 1987 grabó su primer disco como solista, titulado simplemente "John Patitucci", que alcanzó los primeros puestos de las listas Billboard Jazz y que inauguraría una larga lista de aclamadas grabaciones para el sello GRP Records que, a su vez, lo seleccionaría como el bajista oficial de su Big Band de "All Stars". Desde 1995 el bajista edita sus discos bajo el sello "Concord Jazz".
Durante los años '90, Patitucci recibió una larga lista de premios, siendo votado "Mejor bajista de Jazz" durante cuatro años seguidos por la revista "Bass Player".
Desde entonces, además de continuar con los proyectos que había iniciado con Corea, con su infatigable labor como "sideman", y como compositor independiente, Patitucci llevó a cabo originales proyectos en Europa (con la orquesta de cámara italiana "Suono e Oltre") y Japón (New Japan Philharmonic Orchestra en Tokio) con que lo sitúan entre los músicos de jazz más innovadores e inquietos del panorama actual. 
John Patitucci es, además, una figura muy respetada y activa en el campo de la educación: entre otras actividades, mantiene desde hace años un fuerte vínculo con el "Thelonious Monk Institute of Jazz" y es director del "Bass Collective", un prestigioso instituto para bajistas de Nueva York, donde el bajista reside desde 1966. Asimismo, ha editado diversos métodos didácticos muy difundidos entre la comunidad de bajistas. 

## Valoración
John Patitucci es una figura clave en la historia reciente del bajo eléctrico, un virtuoso de su instrumento y un modelo para innumerables bajistas. Junto a Stanley Clarke, ha sido uno de los primeros músicos en lograr un dominio técnico casi absoluto tanto del bajo eléctrico como del contrabajo. Junto a Anthony Jackson, y al frente de las bandas de Chick Corea ha contribuido quizá más que ningún otro bajista, a popularizar el bajo de seis cuerdas. 
El bajista ha desarrollado un lenguaje post-bebop muy avanzado y complejo, fácilmente reconocible en los frecuentes solos que ejecuta con increíble precisión técnica, gran sofisticación armónica y un sonido cristalino que, en el bajo eléctrico, obtiene de sus instrumentos Ken Smith y Yamaha, 
Con una enorme versatilidad musical, y dotado de un conocimiento enciclopédico de la historia de su instrumento y de los bajistas que lo han precedido, Patitucci puede ser considerado como uno de los arquitectos del sonido y del lenguaje del bajo moderno.

## Discografía solista
- John Patitucci (1987)
- On the Corner (1989)
- Sketchbook (1990)
- Heart of the Bass (1991)
- Another World (1993)
- Mistura Fina (1995)
- One More Ange (1996)
- Now (1998)
- Imprint (2000)
- Communion (2001)
- Songs, Stories Spirituals (2003)
- Line by Line (2006)
- "Rememberance" (2009)